# 愚园路601弄
愚园路601弄（又稱文元坊）位于中華人民共和國上海市长宁区愚园路601弄，建于1938年，为新式里弄样，弄内通道不狭窄，比较宽，主弄可以通汽车，每幢附有底楼小院，由中国垦业银行總經理王伯元和联华地产公司高管出資建造，建造后为对外出租。弄内81号为工笔家华三川旧居。已列为上海市优秀历史建筑。